# Asarum mitoanum
Asarum mitoanum là một loài thực vật có hoa trong họ Aristolochiaceae. Loài này được T.Sugaw. mô tả khoa học đầu tiên năm 1996.